# Oblatas del Niño Jesús
Las Hermanas Oblatas del Santo Niño Jesús (oficialmente en italiano: Suore Oblate del Santo Bambino Gesù) son una Congregación religiosa católica femenina de derecho pontificio, fundada por Anna Moroni, con la ayuda del leonardino Cossimo Berlinsani, en Roma, en 1672. Las religiosas de esta congregación son conocidas como Oblatas del Niño Jesús, o también Hermanas del Niño Jesús, y posponen a sus nombres las siglas O.B.G.

## Historia

Iglesia del Niño Jesús en el Esquilino, Roma, casa madre y sede central del instituto.

Anna Moroni, con la ayuda de Cossimo Berlinsani, sacerdote de la Orden de los Clérigos Regulares de la Madre de Dios, más conocidos como Leonardinos, inició a dedicarse a la obra de la reeducación de las mujeres víctimas de la prostitución, luego abrió en 1650 una escuela para la enseñanza del catecismo a las jóvenes y niñas necesitadas de Roma. En 1667 recibió la autorización para abrir una casa de acogida para sus alumnas.
En 1671, Anna Moroni, junto a doce muchachas de las que hospedaba en la casa de acogida, iniciaron vida común. El 2 de julio de 1672, las trece profesaron un voto de perseverancia y eligieron a Moroni como superiora de la comunidad. Tomaron el nombre de Internas del Santo Niño Jesús, un instituto que en principio no era de vida religiosa, sino que tenía las características de lo que hoy son los institutos seculares. Las internas se dedicaban a la catequesis y a la adoración, llevaban un hábito marrón claro (en homenaje a la Virgen del Carmen), con un síngulo de lana y un velo negro largo hasta los talones. El número de internas fue limitado hasta treinta tres, teniendo en cuenta el número de años de Jesucristo. Mientras que el número de jóvenes del hogar no podían pasar de treinta.
Desde 1683 surgieron numerosas filiales de la comunidad de Roma, en principio cada casa era autónoma. Entre las primeras fundaciones se encuentran Spoleto, Città di Castello, San Severino Marche, Rieti, Ascoli Piceno, Fermo y Sesse. En 1717 las mujeres adoptaron la regla de San Agustín y abandonaron el título original, cambiándolo por el de Oblatas Agustinas del Santo Niño Jesús. En 1927, la mayoría de las casas que consideraban a Anna Moroni como su fundadora, se unieron para formar una congregación centralizada, llamadas Hermanas Oblatas del Santo Niño Jesús y asumiendo el estado de vida religiosa. Mientras que las casas filiales de San Severino Marche, se constituyeron en una congregación independiente llamada Oblatas Internas del Santo Niño Jesús.
La primera fundación fuera de Italia se dio en Brasil, en 1972.

## Actividades y presencias
Las Oblatas del Niño Jesús se dedican a la instrucción y educación cristiana de la infancia y de la juventud, a través de las escuelas y la catequesis.
En 2011, la Congregación contaba con unas 121 religiosas y 16 comunidades, presentes en Brasil, Italia y Perú. La curia general se encuentra en Roma y su actual Superiora general es la religiosa italiana Maria Daniela Faraone.